# 1. Fußball-Club Saarbrücken
L'1. FC Saarbrücken è una società di calcio tedesca di Saarbrücken, nella Saarland. I suoi colori sociali sono il blu e il nero. Milita in 3. Liga, terza divisione del campionato tedesco di calcio. Come molte altre società tedesche, il Saarbrücken ha una squadra di calcio femminile.
Lo stadio di casa è il Ludwigsparkstadion (16.000 posti).

## Storia

### Inizi
Il club nacque nel 1903 come settore del Turnverein Malstatt, questi si divise nel 1907 con il nome FV Malstatt-Burbach che venne rinominato nel 1909 FV Saarbrücken.

### Sotto il Terzo Reich
Fece la sua prima apparizione in prima divisione nel 1935 nella Gauliga Südwest/Mainhessen, una delle sedici leghe regionali create dal Terzo Reich, nel 1940 venne trasferito nella Gauliga Westmark lega che vinse l'anno successivo. Nel 1943 vinse nuovamente la divisione ma venne sconfitto nei play-off dal Dresdner SC (0-3). L'anno successivo venne battuto nei quarti di finale dal Norimberga. Durante gli ultimi anni della guerra (1943-1945) la squadra giocò con il nome Kriegsspielgemeinschaft Saarbrücken insieme al SC 07 Altenkessel.

### Il dopoguerra e l'esilio in Francia
Alla fine della guerra le autorità alleate smantellarono tutte le associazioni presenti sul suolo tedesco, associazioni calcistiche comprese. Nel 1945 la società è stata rifondata con il nome di 1. FC Saarbrücken. Giocò le prime tre stagioni nella Oberliga Südwest (prima divisione), vincendola nel 1946. Sempre in quegli anni, la regione della Saar era occupata delle autorità francesi che fecero molti sforzi per far sì che la regione si unisse alla Francia, o che perlomeno si distaccasse dalla Germania.
Questo fatto nello sport è noto poiché la Saar ha partecipato come nazione indipendente alle Olimpiadi del 1952 e alle qualificazioni dei Mondiali di calcio del 1954; è stato creato, seppur breve tempo, un campionato di calcio (l'Ehrenliga Saarland), ma a differenza delle altre squadre il Saarbrücken non andò a giocare in quel campionato, bensì si trasferì nella seconda divisione del campionato francese sotto il nome di FC Sarrebruck. Vinse la divisione facilmente con sei punti di vantaggio dalla seconda, i Girondins Bordeaux, ma non poté andare in prima divisione, poiché sarebbe stato un grande imbarazzo per la federcalcio francese avere in prima divisione una squadra tedesca.
A causa di questo fatto, il Saarbrücken si ritirò dal campionato francese, giocando i due anni seguenti delle amichevoli. Durante la stagione 1949-1950 organizzò l'Internationaler Saarland Pokal (Coppa Internazionale della Saar), il club giocò parecchie partite contro squadre provenienti da Austria, Cile, Danimarca, Francia, Svezia, Svizzera e Jugoslavia. Il torneo è stato sospeso nel 1952 con la richiesta di annessione della Federcalcio della Saar alla DFB.
Il Saarbrücken è stato il primo avversario di una squadra italiana nelle moderne Coppe europee, avendo affrontato il Milan nel primo turno della prima edizione della neonata Coppa dei Campioni nel 1955, come rappresentante della Saar. Dopo essersi a sorpresa imposto all'andata a San Siro per 4-3 venne eliminato a seguito della sconfitta casalinga al ritorno per 4-1 (doppietta di Valentino Valli, rete di Eros Beraldo e un'autorete).

### Il ritorno in Germania e l'ingresso in Bundesliga
L'1. FC Saarbrücken ritornò nel campionato tedesco nel 1952, venendo inserita in Oberliga Südwest, vinse la divisione ma venne sconfitto in finale dallo Stoccarda (1-2). Negli anni seguenti poi vinse solo una volta l'Oberliga (1961). Nel 1963 la Germania vide la creazione della Bundesliga, la massima serie tedesca. Sedici squadre dovevano essere selezionate secondo criteri di prestazione, economici, e di posizione geografica, per far sì che la nuova competizione coinvolgesse tutta la nazione.
Le prime otto venivano scelte in base ai risultati nelle divisioni regionali e nei turni nazionali. La scelta, per quanto riguarda la Saar, ricadde sullo Saarbrücken: questa decisione fu oggetto di molte polemiche, in quanto, stando ai risultati, meritavano di essere scelte l'FK Pirmasens e il Wormatia Worms; la verità era che la società aveva avuto rapporti molto cordiali con Hermann Neuberger, a quel tempo figura molto importante nel calcio tedesco e membro della commissione selezionatrice. Alla fine della prima stagione, l'1. FC Saarbrücken fu in qualche modo castigato: retrocesse infatti in Regionalliga Südwest (il secondo livello del campionato) a sette punti dalla salvezza. I tre anni seguenti finì ai primi posti della divisione, ma fu sempre eliminata ai play-off.
Il club riuscì ad essere promosso in Bundesliga solo nel 1976, dopo essere giunto al primo posto in Zweite Bundesliga. Dopo essere rimasto per due anni in Bundesliga, retrocesse nuovamente in seconda serie, e nel 1981 scivolò addirittura in Amateur Oberliga Südwest, la terza divisione. Ritornò in Bundesliga nel 1986 e nel 1993, ma in entrambi i casi retrocesse dopo solo un anno. La retrocessione del 1993 è arrivata dopo vari risultati negativi nel finale di stagione, subendo nove sconfitte nelle ultime nove giornate di campionato.

### Crisi finanziaria: tra la quarta divisione e la semifinale di Coppa
Nella stagione 1995 la società fu travolta da una crisi finanziaria e retrocesse giocoforza in Regionalliga West/Südwest. Da questo periodo in poi il Saarbrücken si mosse molto frequentemente dalla seconda alla terza divisione.
Nella stagione 2019-2020 il club riuscì a raggiungere la semifinale di Coppa di Germania, eliminando ai quarti di finale il Fortuna Düsseldorf ai tiri di rigore, dopo che il portiere Daniel Batz riuscì a parare un rigore nei tempi regolamentari e ben quattro nella sequenza finale. Si trattò del primo club di quarta divisione capace di raggiungere tale piazzamento. Il 9 giugno 2020, alla ripresa della stagione agonistica dopo la sospensione dovuta alla pandemia di COVID-19, il club venne battuto per 3-0 dal Bayer Leverkusen in semifinale.
Dopo sei stagioni viene promosso in 3. Liga.
Il primo novembre 2023 il Saarbrucken riesce in un'altra impresa formidabile, sempre in DFB Pokal, battendo per 2-1 ed eliminando il Bayern Monaco campione di Germania, riaccendendo quel sogno che solo 4 anni prima si spense ad un passo dallo storico traguardo, successivamente elimina l'Eintracht Frankfurt per 2-0, e dopo aver sconfitto il Borussia M'Gladbach in rimonta per 2-1 si qualifica nuovamente per la semifinale di coppa. Qui incontra il Kaiserslautern e perde per 2-0, uscendo dunque nuovamente in semifinale. Conclude il campionato 2023-2024 di 3. Bundesliga al quinto posto, mentre nella stagione successiva il terzo posto finale consente al Saarbrücken di giocare lo spareggio promozione-retrocessione contro l'Eintracht Braunschweig, arrivato sedicesimo in 2. Bundesliga. Dopo la sconfitta all'andata per 2 a 0 in casa, il Saarbrücken recupera i 2 goal portando lo scontro ai tempi supplementari, dove gli avversari, approfittandone anche dell'uomo in più, riescono a pareggiare e a garantirsi la salvezza col risultato complessivo di 4 a 2.

## Strutture

### Stadio

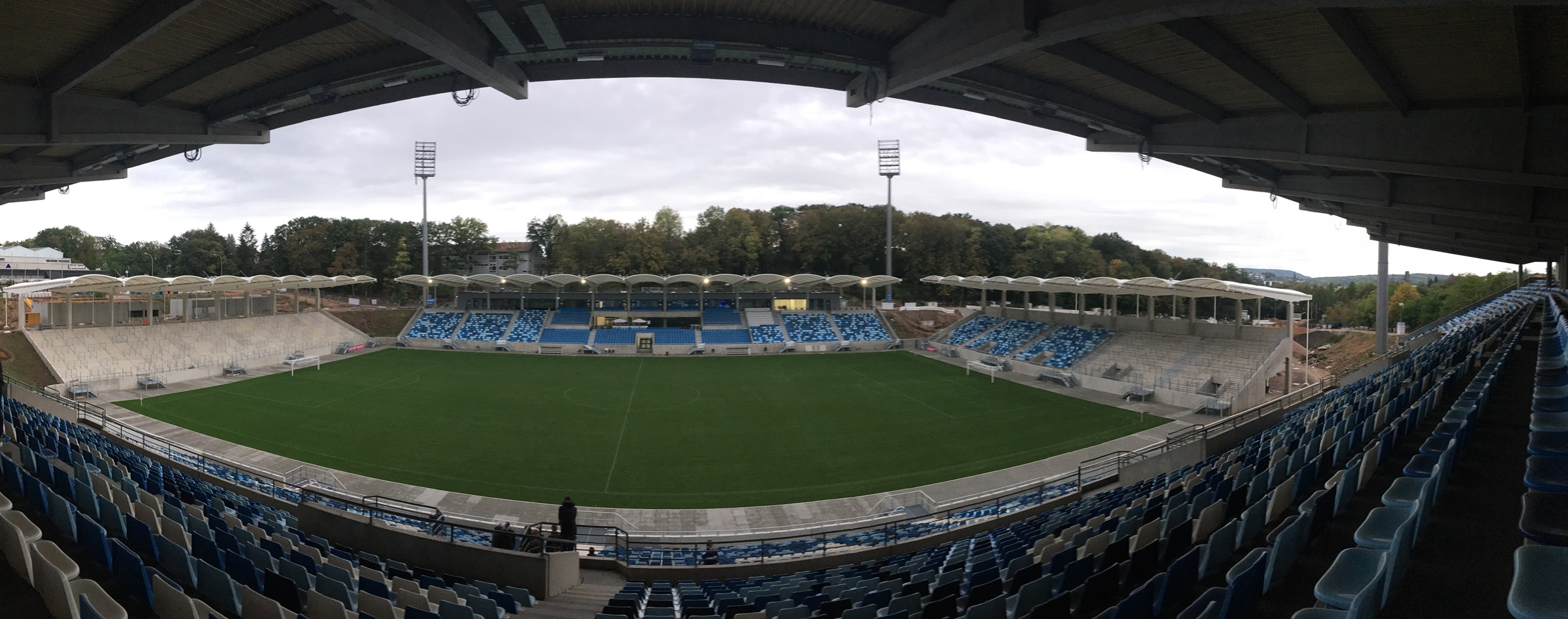
Veduta panoramica del Ludwigsparkstadion.

Dal 1953 il club disputa le proprie gare interne nel Ludwigsparkstadion, che sorge a Saarbrücken e che può ospitare 16.000 spettatori.
Nella sua storia ha ospitato anche le partite di qualificazione al campionato del mondo 1954 della Saar.

## Palmarès

### Competizioni nazionali
- Campionato tedesco di seconda divisione: 2

1975-1976, 1991-1992 (girone sud)
- Fußball-Regionalliga: 4

1964-1965 (Regionalliga Sud-Ovest), 1999-2000 (Regionalliga Ovest), 2009-2010 (Regionalliga Ovest), 2017-2018 (Regionalliga Ovest), 2019-2020 (Regionalliga Südwest)
- Ehrenliga Saarland: 1 [1]

1950-1951

### Competizioni regionali
- Oberliga Südwest: 3

1945-1946, 1951-1952, 1960-1961
- Gauliga Südwest/Mainhessen: 2

1942-1943, 1943-1944

### Competizioni internazionali
- Coppa Intertoto: 1

1978

### Altri piazzamenti
- Campionato tedesco:

Secondo posto: 1942-1943, 1951-1952
- 2. Fußball-Bundesliga:

Terzo posto: 1984-1985, 1988-1989, 1989-1990
- 3. Liga:

Terzo posto: 2024-2025
- Coppa di Germania:

Semifinalista: 1956-1957, 1957-1958, 1984-1985, 2019-2020, 2023-2024
- Ehrenliga Saarland:  [5]

Terzo posto: 1949-1950
- Oberliga Südwest:

Secondo posto: 1947-1948, 1956-1957
- Gauliga Südwest/Mainhessen:

Secondo posto: 1940-1941

## Statistiche e record

### Partecipazione ai campionati e ai tornei internazionali

#### Campionati nazionali
In passato il club è arrivato per due volte alla finale per il titolo: nella Gauliga 1942-1943 e nell'Oberliga 1951-1952, venendo battuto rispettivamente da Dresdner SC e dallo Stoccarda; stante la situazione politica del Protettorato della Saar ha anche partecipato al campionato francese. In seguito è stato ammesso alla prima edizione della Bundesliga, venendo subito retrocesso. In questo campionato ha ottenuto come miglior risultato il quattordicesimo posto nel 1976-1977, che rappresenta l'unica salvezza ottenuta dal club.
Dalla stagione 1963-1964 alla 2023-2024 compresa il club ha ottenuto le seguenti partecipazioni ai campionati nazionali:
| Livello | Categoria                                           | Partecipazioni | Debutto   | Ultima stagione | Totale |
| ------- | --------------------------------------------------- | -------------- | --------- | --------------- | ------ |
| 1º      | Bundesliga                                          | 5              | 1963-1964 | 1992-1993       | 5      |
| 2º      | 2. Bundesliga                                       | 18             | 1974-1975 | 2005-2006       | 28     |
| 2º      | Regionalliga Südwest                                | 10             | 1964-1965 | 1973-1974       | 28     |
| 3º      | 3. Liga                                             | 8              | 2010-2011 | 2023-2024       | 18     |
| 3º      | Oberliga Südwest-Regionalliga W/SW-Regionalliga Süd | 10             | 1981-1982 | 2006-2007       | 18     |
| 4º      | Oberliga Südwest-Regionalliga West                  | 2              | 2007-2008 | 2008-2009       | 2      |

#### Tornei internazionali
Il club vanta una sola partecipazione alle competizioni europee, avendo preso parte come rappresentante del Protettorato della Saar alla Coppa dei Campioni 1955-1956, la prima edizione di questo torneo: è stato sorteggiato col Milan, ha vinto 4-3 a Milano ma poi è stato battuto per 4-1 in casa.
Alla stagione 2022-2023 il club ha ottenuto le seguenti partecipazioni ai tornei internazionali:
| Categoria                                | Partecipazioni | Debutto   | Ultima stagione |
| ---------------------------------------- | -------------- | --------- | --------------- |
| Coppa dei Campioni/UEFA Champions League | 1              | 1955-1956 | 1955-1956       |

## Organico

### Rosa 2024-2025
Aggiornata al 24 agosto 2024.
| N. |                      | Ruolo | Calciatore              |
| -- | -------------------- | ----- | ----------------------- |
| 1  | Germania (bandiera)  | P     | Tim Schreiber           |
| 4  | Germania (bandiera)  | D     | Sven Sonnenberg         |
| 6  | Germania (bandiera)  | C     | Patrick Sontheimer      |
| 7  | Germania (bandiera)  | D     | Calogero Rizzuto        |
| 8  | Germania (bandiera)  | C     | Manuel Zeitz (capitano) |
| 9  | Germania (bandiera)  | A     | Kai Brünker             |
| 10 | Germania (bandiera)  | C     | Kasim Rabihic           |
| 11 | Germania (bandiera)  | C     | Julius Biada            |
| 14 | Mozambico (bandiera) | D     | Boné Uaferro            |
| 16 | Germania (bandiera)  | D     | Bjarne Thölke           |
| 17 | Germania (bandiera)  | D     | Dominik Becker          |
| 18 | Germania (bandiera)  | C     | Andy Breuer             |
| 19 | Germania (bandiera)  | C     | Marcel Gaus             |
| 20 | Germania (bandiera)  | C     | Julian Günther-Schmidt  |

| N. |                     | Ruolo | Calciatore               |
| -- | ------------------- | ----- | ------------------------ |
| 21 | Germania (bandiera) | A     | Fabio Di Michele Sanchez |
| 22 | Germania (bandiera) | A     | Simon Stehle             |
| 23 | Albania (bandiera)  | D     | Tim Civeja               |
| 24 | Germania (bandiera) | A     | Sebastian Jacob          |
| 25 | Francia (bandiera)  | C     | Amine Naïfi              |
| 29 | Germania (bandiera) | D     | Lukas Boeder             |
| 30 | Germania (bandiera) | P     | Tim Paterok              |
| 31 | Germania (bandiera) | C     | Richard Neudecker        |
| 33 | Germania (bandiera) | C     | Luca Kerber              |
| 34 | Germania (bandiera) | D     | Frederik Recktenwald     |
| 35 | Germania (bandiera) | P     | Finn Kotyrba             |
| 38 | Francia (bandiera)  | A     | Léo Sahin                |
| 39 | Germania (bandiera) | A     | Patrick Schmidt          |
|    | Italia (bandiera)   | C     | Jacopo Sardo             |

### Rosa 2023-2024
Aggiornata al 5 ottobre 2023.
| N. |                      | Ruolo | Calciatore               |
| -- | -------------------- | ----- | ------------------------ |
| 1  | Germania (bandiera)  | P     | Tim Schreiber            |
| 6  | Germania (bandiera)  | C     | Patrick Sontheimer       |
| 7  | Germania (bandiera)  | D     | Calogero Rizzuto         |
| 8  | Germania (bandiera)  | C     | Manuel Zeitz (capitano)  |
| 9  | Germania (bandiera)  | A     | Kai Brünker              |
| 10 | Germania (bandiera)  | C     | Kasim Rabihic            |
| 11 | Germania (bandiera)  | C     | Julius Biada             |
| 14 | Mozambico (bandiera) | D     | Boné Uaferro             |
| 16 | Germania (bandiera)  | D     | Bjarne Thölke            |
| 17 | Germania (bandiera)  | D     | Dominik Becker           |
| 18 | Germania (bandiera)  | C     | Andy Breuer              |
| 19 | Germania (bandiera)  | C     | Marcel Gaus              |
| 20 | Germania (bandiera)  | C     | Julian Günther-Schmidt   |
| 21 | Germania (bandiera)  | A     | Fabio Di Michele Sanchez |

| N. |                     | Ruolo | Calciatore           |
| -- | ------------------- | ----- | -------------------- |
| 22 | Germania (bandiera) | A     | Simon Stehle         |
| 23 | Albania (bandiera)  | D     | Tim Civeja           |
| 24 | Germania (bandiera) | A     | Sebastian Jacob      |
| 25 | Francia (bandiera)  | C     | Amine Naïfi          |
| 29 | Germania (bandiera) | D     | Lukas Boeder         |
| 30 | Germania (bandiera) | P     | Tim Paterok          |
| 31 | Germania (bandiera) | C     | Richard Neudecker    |
| 33 | Germania (bandiera) | C     | Luca Kerber          |
| 34 | Germania (bandiera) | D     | Frederik Recktenwald |
| 35 | Germania (bandiera) | P     | Finn Kotyrba         |
| 38 | Francia (bandiera)  | A     | Léo Sahin            |
| 39 | Germania (bandiera) | A     | Patrick Schmidt      |
|    | Italia (bandiera)   | C     | Jacopo Sardo         |

### Rosa 2022-2023
Aggiornata al 6 febbraio 2023.
| N. |                        | Ruolo | Calciatore              |
| -- | ---------------------- | ----- | ----------------------- |
| 1  | Germania (bandiera)    | P     | Daniel Batz             |
| 3  | Croazia (bandiera)     | D     | Marin Šverko            |
| 4  | Germania (bandiera)    | D     | Christopher Schorch     |
| 5  | Germania (bandiera)    | D     | Steven Zellner          |
| 6  | Germania (bandiera)    | C     | Rasim Bulic             |
| 7  | Germania (bandiera)    | C     | Nicklas Shipnoski       |
| 8  | Germania (bandiera)    | C     | Manuel Zeitz (capitano) |
| 9  | Angola (bandiera)      | A     | José Pierre Vunguidica  |
| 10 | Albania (bandiera)     | C     | Mërgim Fejzullahu       |
| 11 | Germania (bandiera)    | C     | Markus Mendler          |
| 13 | Lussemburgo (bandiera) | A     | Maurice Deville         |
| 14 | Mozambico (bandiera)   | D     | Boné Uaferro            |
| 16 | Germania (bandiera)    | D     | Anthony Barylla         |
| 17 | Kosovo (bandiera)      | C     | Fanol Përdedaj          |

| N. |                     | Ruolo | Calciatore        |
| -- | ------------------- | ----- | ----------------- |
| 18 | Germania (bandiera) | C     | Sebastian Bösel   |
| 19 | Canada (bandiera)   | C     | Kianz Froese      |
| 20 | Francia (bandiera)  | A     | Téo Herr          |
| 22 | Germania (bandiera) | A     | Timm Golley       |
| 23 | Germania (bandiera) | D     | Mario Müller      |
| 24 | Germania (bandiera) | A     | Sebastian Jacob   |
| 25 | Germania (bandiera) | A     | Tobias Jänicke    |
| 26 | Germania (bandiera) | C     | Richard Neudecker |
| 27 | Germania (bandiera) | D     | Calogero Rizzuto  |
| 28 | Germania (bandiera) | C     | Minos Gouras      |
| 31 | Germania (bandiera) | C     | Jonas Singer      |
| 32 | Germania (bandiera) | A     | Marius Köhl       |
| 36 | Germania (bandiera) | P     | Ramon Castellucci |

### Rosa 2021-2022
Aggiornata al 5 novembre 2021.
| N. |                        | Ruolo | Calciatore              |
| -- | ---------------------- | ----- | ----------------------- |
| 1  | Germania (bandiera)    | P     | Daniel Batz             |
| 3  | Croazia (bandiera)     | D     | Marin Šverko            |
| 4  | Germania (bandiera)    | D     | Christopher Schorch     |
| 5  | Germania (bandiera)    | D     | Steven Zellner          |
| 6  | Germania (bandiera)    | C     | Rasim Bulic             |
| 7  | Germania (bandiera)    | C     | Nicklas Shipnoski       |
| 8  | Germania (bandiera)    | C     | Manuel Zeitz (capitano) |
| 9  | Angola (bandiera)      | A     | José Pierre Vunguidica  |
| 10 | Albania (bandiera)     | C     | Mërgim Fejzullahu       |
| 11 | Germania (bandiera)    | C     | Markus Mendler          |
| 13 | Lussemburgo (bandiera) | A     | Maurice Deville         |
| 14 | Mozambico (bandiera)   | D     | Boné Uaferro            |
| 16 | Germania (bandiera)    | D     | Anthony Barylla         |
| 17 | Kosovo (bandiera)      | C     | Fanol Përdedaj          |

| N. |                     | Ruolo | Calciatore         |
| -- | ------------------- | ----- | ------------------ |
| 18 | Germania (bandiera) | C     | Sebastian Bösel    |
| 19 | Canada (bandiera)   | C     | Kianz Froese       |
| 20 | Francia (bandiera)  | A     | Téo Herr           |
| 22 | Germania (bandiera) | A     | Timm Golley        |
| 23 | Germania (bandiera) | D     | Mario Müller       |
| 24 | Germania (bandiera) | A     | Sebastian Jacob    |
| 25 | Germania (bandiera) | A     | Tobias Jänicke     |
| 27 | Germania (bandiera) | P     | Jayson Breitenbach |
| 28 | Germania (bandiera) | C     | Minos Gouras       |
| 31 | Germania (bandiera) | C     | Jonas Singer       |
| 32 | Germania (bandiera) | A     | Marius Köhl        |
| 36 | Germania (bandiera) | P     | Ramon Castellucci  |

### Rosa 2020-2021
Aggiornata al 5 ottobre 2020.
| N. |                        | Ruolo | Calciatore              |
| -- | ---------------------- | ----- | ----------------------- |
| 1  | Germania (bandiera)    | P     | Daniel Batz             |
| 3  | Croazia (bandiera)     | D     | Marin Šverko            |
| 4  | Germania (bandiera)    | D     | Christopher Schorch     |
| 5  | Germania (bandiera)    | D     | Steven Zellner          |
| 6  | Germania (bandiera)    | C     | Rasim Bulic             |
| 7  | Germania (bandiera)    | C     | Nicklas Shipnoski       |
| 8  | Germania (bandiera)    | C     | Manuel Zeitz (capitano) |
| 9  | Angola (bandiera)      | A     | José Pierre Vunguidica  |
| 10 | Albania (bandiera)     | C     | Mërgim Fejzullahu       |
| 11 | Germania (bandiera)    | C     | Markus Mendler          |
| 13 | Lussemburgo (bandiera) | A     | Maurice Deville         |
| 14 | Mozambico (bandiera)   | D     | Boné Uaferro            |
| 16 | Germania (bandiera)    | D     | Anthony Barylla         |
| 17 | Kosovo (bandiera)      | C     | Fanol Përdedaj          |

| N. |                     | Ruolo | Calciatore         |
| -- | ------------------- | ----- | ------------------ |
| 18 | Germania (bandiera) | C     | Sebastian Bösel    |
| 19 | Canada (bandiera)   | C     | Kianz Froese       |
| 20 | Francia (bandiera)  | A     | Téo Herr           |
| 22 | Germania (bandiera) | A     | Timm Golley        |
| 23 | Germania (bandiera) | D     | Mario Müller       |
| 24 | Germania (bandiera) | A     | Sebastian Jacob    |
| 25 | Germania (bandiera) | A     | Tobias Jänicke     |
| 27 | Germania (bandiera) | P     | Jayson Breitenbach |
| 28 | Germania (bandiera) | C     | Minos Gouras       |
| 30 | Germania (bandiera) | C     | Lukas Schleimer    |
| 31 | Germania (bandiera) | C     | Jonas Singer       |
| 32 | Germania (bandiera) | A     | Marius Köhl        |
| 36 | Germania (bandiera) | P     | Ramon Castellucci  |

### Rosa 2019-2020
Aggiornata al 30 gennaio 2020.
| N. |                      | Ruolo | Calciatore              |
| -- | -------------------- | ----- | ----------------------- |
| 1  | Germania (bandiera)  | P     | Daniel Batz             |
| 4  | Germania (bandiera)  | D     | Christopher Schorch     |
| 5  | Germania (bandiera)  | D     | Steven Zellner          |
| 6  | Germania (bandiera)  | C     | Rasim Bulic             |
| 7  | Germania (bandiera)  | C     | Timm Golley             |
| 8  | Germania (bandiera)  | C     | Manuel Zeitz (capitano) |
| 9  | Angola (bandiera)    | A     | José Pierre Vunguidica  |
| 10 | Albania (bandiera)   | C     | Mërgim Fejzullahu       |
| 11 | Germania (bandiera)  | C     | Markus Mendler          |
| 13 | Germania (bandiera)  | C     | Cedric Euschen          |
| 14 | Mozambico (bandiera) | D     | Boné Uaferro            |
| 16 | Germania (bandiera)  | D     | Anthony Barylla         |

| N. |                     | Ruolo | Calciatore         |
| -- | ------------------- | ----- | ------------------ |
| 17 | Kosovo (bandiera)   | C     | Fanol Përdedaj     |
| 19 | Canada (bandiera)   | C     | Kianz Froese       |
| 20 | Francia (bandiera)  | A     | Téo Herr           |
| 21 | Germania (bandiera) | A     | Gillian Jurcher    |
| 23 | Germania (bandiera) | D     | Mario Müller       |
| 24 | Germania (bandiera) | A     | Sebastian Jacob    |
| 25 | Germania (bandiera) | A     | Tobias Jänicke     |
| 27 | Germania (bandiera) | P     | Jayson Breitenbach |
| 28 | Germania (bandiera) | D     | Nino Miotke        |
| 30 | Germania (bandiera) | D     | Fabian Eisele      |
| 36 | Germania (bandiera) | P     | Ramon Castellucci  |